# Ctenitis guidianensis
Ctenitis guidianensis är en träjonväxtart som beskrevs av H. G. Zhou och W. M. Chu. Ctenitis guidianensis ingår i släktet Ctenitis och familjen Dryopteridaceae. Inga underarter finns listade.